# Hîrbovăț, Călărași
Hîrbovăț este un sat în partea central-vestică a Republicii Moldova, în raionul Călărași. Aparține de comuna Onișcani.

## Mănăstirea Hîrbovăț

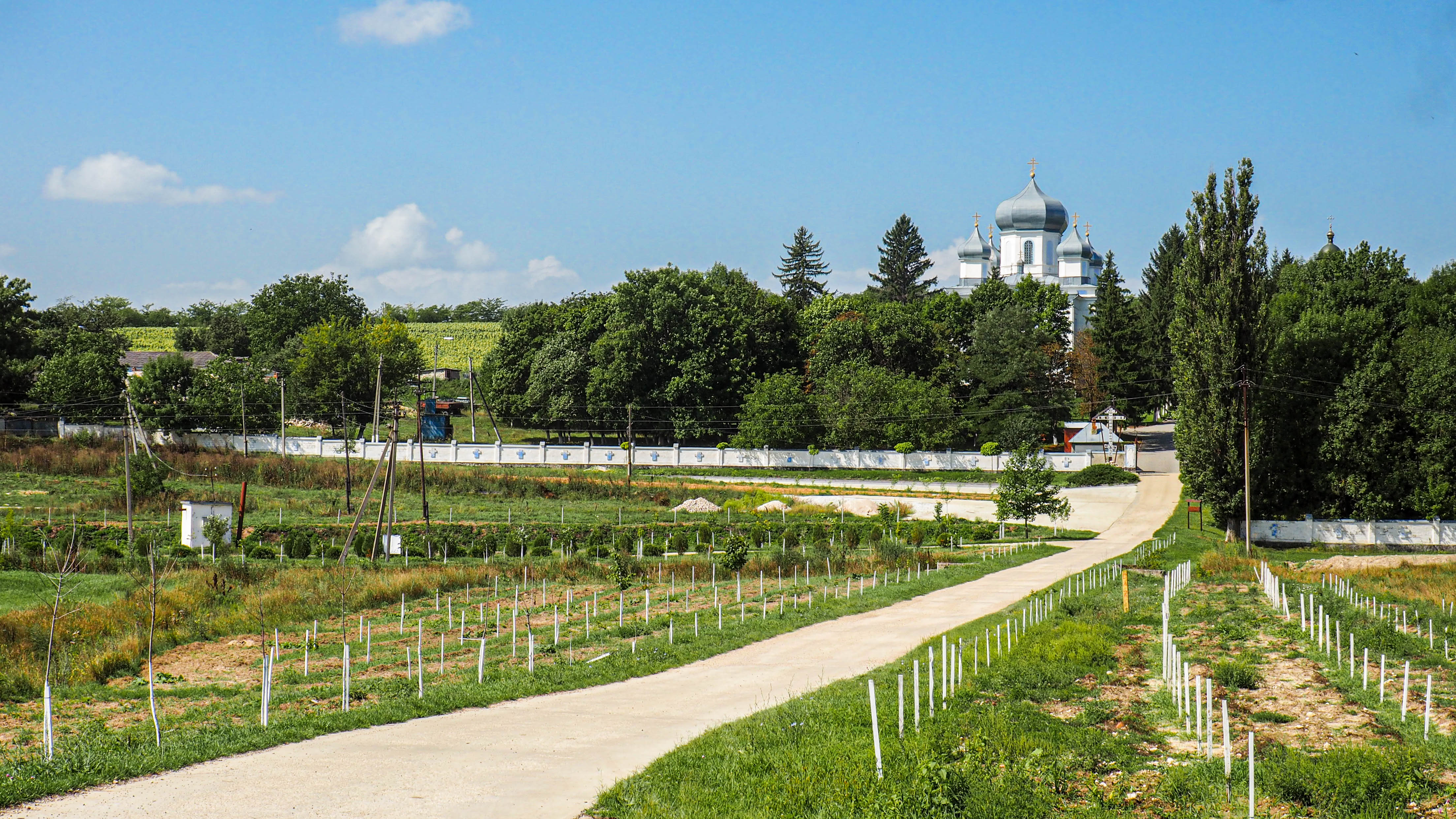
Vedere panoramică.
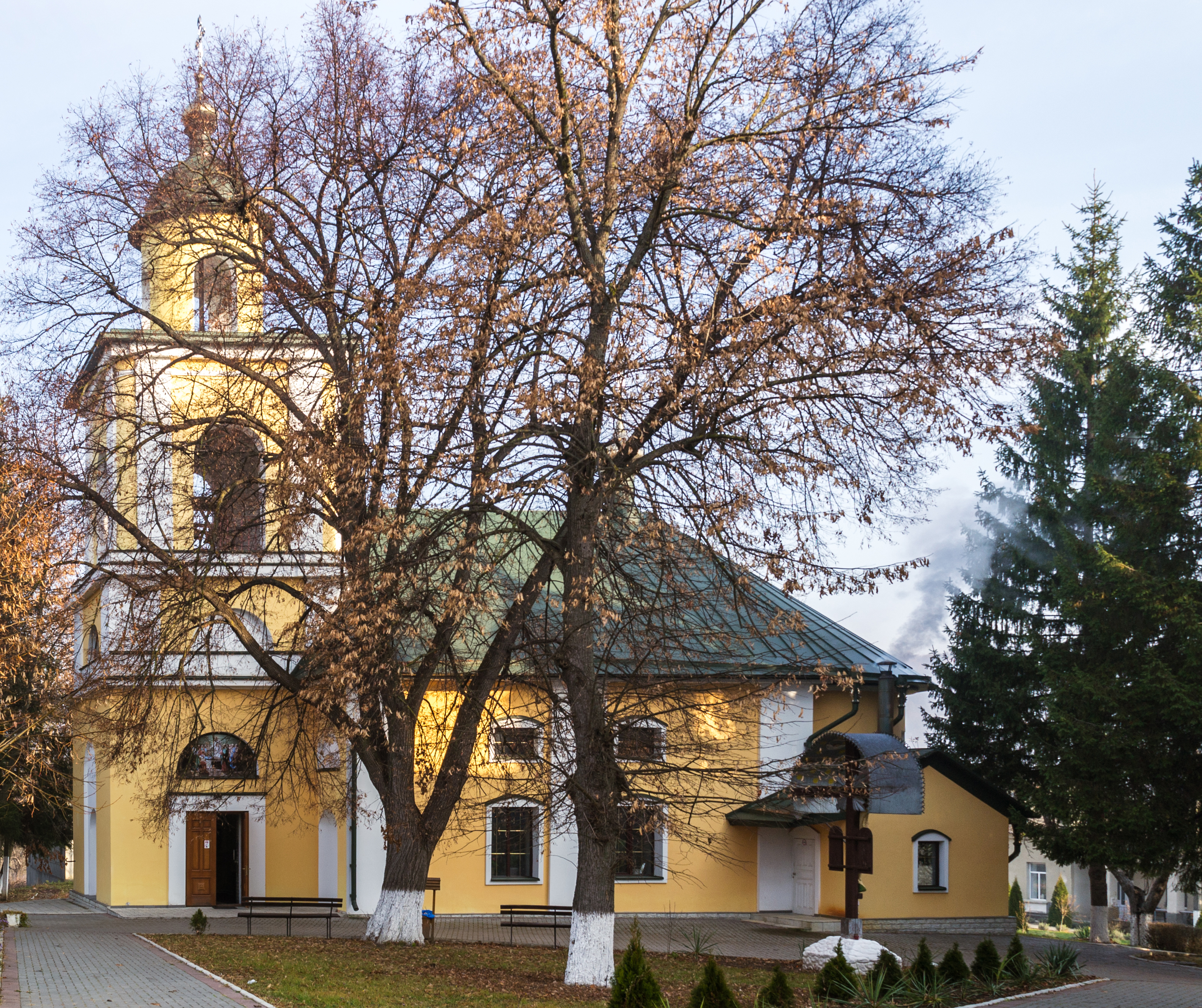
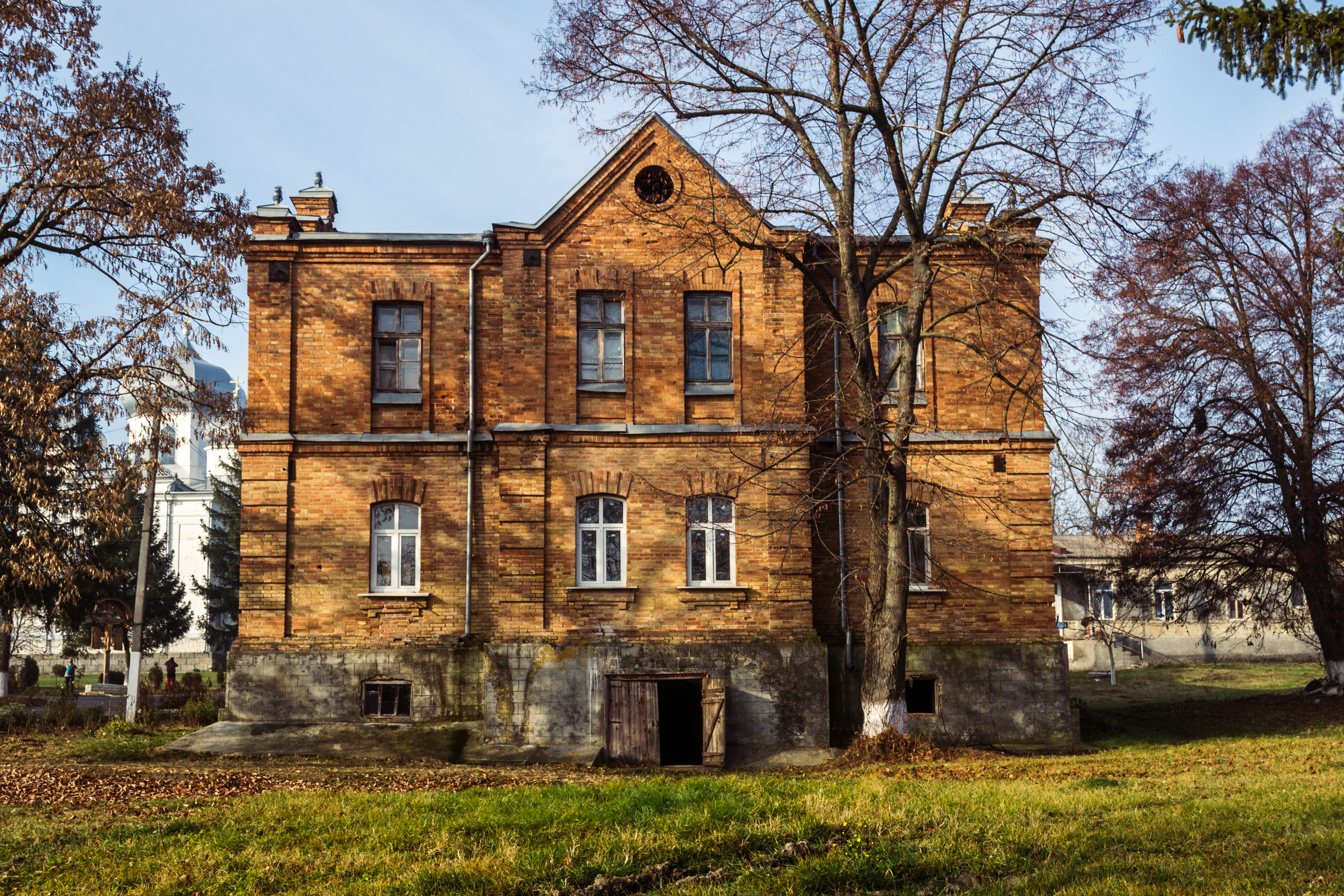
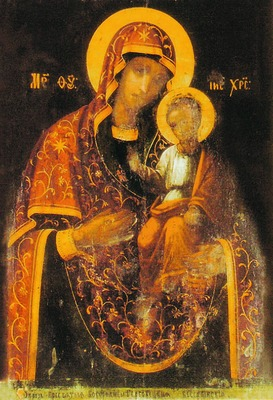
Icoana Maicii Domnului de la Hîrbovăț (1790).